# Jozef van Salm-Reifferscheid-Dyck
Jozef Frans Maria Anton Hubert Ignatius (Bedburdyck, 4 september 1773 – Nice, 21 maart 1861) was altgraaf en vervolgens vorst van Salm-Reifferscheid-Dyck. Hij was tevens botanicus.

## Familie
Jozef was de oudste zoon van altgraaf Wilhelm van Salm-Reifferscheid-Dyck en diens echtgenote gravin Augusta van Waldburg zu Zeil en Wurzach. Hij had nog een jongere broer Frans Jozef August en een zusje Walburga Franciska. Na de dood van zijn vader volgde Jozef hem op als altgraaf van Salm-Reifferscheidt-Dyck.
Zijn eerste huwelijk, met gravin Maria Theresia van Hatzfeldt, werd voltrokken in 1792 en ontbonden in 1801. Hij hertrouwde in 1803 met dichteres Constance de Théis. Het grondgebied Salm-Reifferscheidt-Dyck was al in 1801 door Frankrijk ingelijfd. Jozef kreeg in 1816 de titel van vorst van Salm-Reifferscheidt-Dyck in de Pruisische adelstand, een titel die in 1861 door zijn broer werd overgenomen. Hij had namelijk geen kinderen.

## Levensloop
Jozef bekleedde verschillende militaire functies in het Franse Keizerrijk. Aan het eind van 1809 vestigde hij zich in het Hôtel de Ségur in Parijs (ook wel het Hôtel de Salm-Dyck genoemd), waarvan hij de bovenverdieping liet verbouwen in de Empirestijl en waar zijn echtgenote Constance een litteraire salon had.
Jozef was geïnteresseerd in plantkunde en was bevriend met de plantkundigen Antoine Laurent de Jussieu, Pierre-Joseph Redouté en Alexander von Humboldt. Vanaf 1800 liet hij verschillende kassen bouwen bij zijn Kasteel van Dyck waar hij een van de mooiste verzamelingen van zijn tijd creëerde. Ook publiceerde hij verschillende werken over planten en maakte een bibliotheek met werken over plantkunde.
- Bibliothèque nationale de France: cb16759884g (data)
- Author citation (botany): Salm-Dyck
- Stuttgart Database of Scientific Illustrators 1450–1950: 4762
- Gemeinsame Normdatei: 118750992
- International Standard Name Identifier: 0000 0000 5533 6151
- Library of Congress Control Number: n85163170
- Base Léonore: C/0/76
- Nationale Bibliotheek van Israël: 987007274511205171
- Nederlandse Thesaurus van Auteursnamen: 23003120X
- Système universitaire de documentation: 118607014
- Virtual International Authority File: 18017796
- WorldCat: E39PBJfGTk7vHRyxVxwbbJYQMP